# Karin Leukefeld

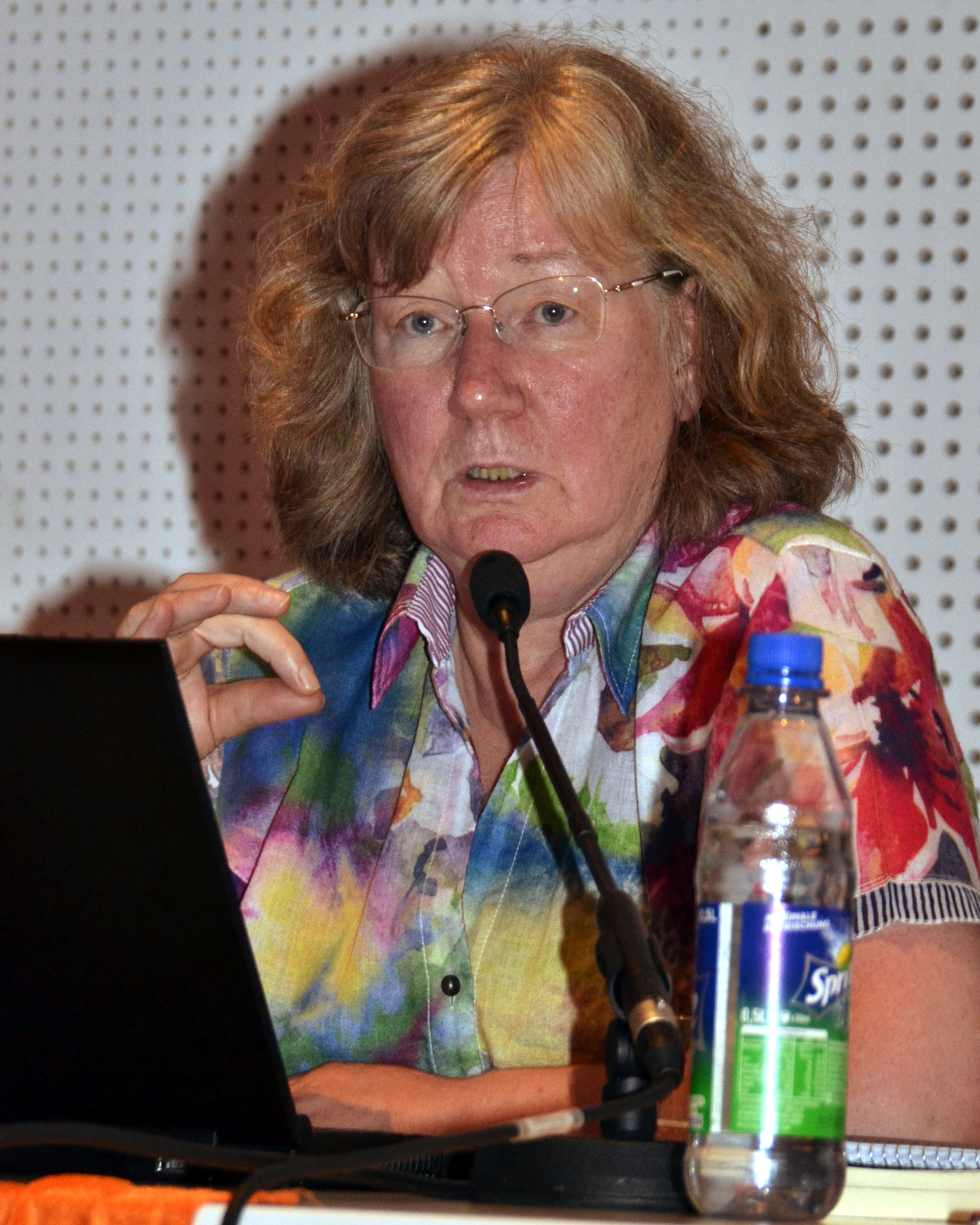
Karin Leukefeld (2015)

Karin Leukefeld (* 1954 in Stuttgart) ist eine deutsche Journalistin. Seit dem Jahr 2000 ist sie als freie Korrespondentin im Mittleren Osten tätig und veröffentlichte auch mehrere Bücher über die Konflikte in dieser Region.

## Leben
Leukefeld wurde 1954 geboren. Nach eigenen Angaben studierte sie nach einer Buchhändler-Ausbildung Ethnologie, Islam- und Politikwissenschaften und betätigt sich in der Organisations- und Öffentlichkeitsarbeit unter anderem beim Bundesverband Bürgerinitiativen Umweltschutz, in der Bundespartei Die Grünen sowie in einer Informationsstelle in El Salvador; außerdem war sie persönliche Mitarbeiterin eines Bundestagsabgeordneten der PDS (Außenpolitik und Humanitäre Hilfe).

## Journalistische Aktivitäten und Beiträge
Seit dem Jahr 2000 ist Leukefeld freie Korrespondentin im Mittleren Osten.
2010 wurde sie von der syrischen Regierung akkreditiert, reiste immer wieder nach Syrien und berichtete vor Ort vom Syrienkonflikt. Vergleichbar viel erlaube die syrische Regierung laut Tagesspiegel (Stand 2012) keinem anderen deutschen Journalisten.
Beiträge von Leukefeld erscheinen derzeit (Stand 2024) vorwiegend in der Tageszeitung Junge Welt (seit 2001), zudem auf dem Videoportal Weltnetz.tv (seit 2011), dem durch die russische Regierung finanzierten Propagandasender RT Deutsch (seit 2015), der Zeitschrift Zeit-Fragen (seit 2015), sowie den Blogs Rubikon (seit 2017) und NachDenkSeiten (seit 2017).
Vereinzelte Radio-, Video- oder Textbeiträge veröffentlichte sie in der Schweizer Wochenzeitung (2005 bis 2011) beim Schweizer Radio und Fernsehen (2012 bis 2017) sowie beim Deutschlandfunk (2007 bis 2011). Zudem findet sich ein Beitrag im Bayerischen Rundfunk (2013) und ein Interview bei n-tv (2016).
Von Juli 2001 bis September 2023 schrieb Leukefeld regelmäßig für die überregionale Tageszeitung Neues Deutschland (ND). Auch ihre Akkreditierung in Syrien 2010 wurde für das ND erteilt.

## Politische Kontroversen
Nachdem ihr mehrere ND-Redaktionsmitglieder vorgeworfen hatten, ihre Berichte und Einschätzungen hätten „Schuld und Verantwortung am Syrien-Konflikt fast ausschließlich der westlichen Seite und ihren Unterstützern zugeordnet“, die „Mitverantwortung der Assad-Regierung und ihrer Unterstützer aber weitgehend ausgeblendet“, beendete die ND-Redaktion am 11. September die Zusammenarbeit. Auch die Berichterstattung in anderen Medien wurde ihr vorgeworfen, so etwa, dass sie auf den „Nachdenkseiten“ den Terrorangriff der Hamas auf Israel 2023 als „Militäroperation der palästinensischen Qassam-Brigaden gegen Israel am 7. Oktober“ bezeichnet habe, ohne auf die Ermordung von Kindern und Zivilisten einzugehen. Leukefeld warf in einem Interview mit den „Nachdenkseiten“ wiederum dem ND „gänzlich undemokratisches Vorgehen“ vor, das „der Eigenwerbung des ND Hohn“ spreche, und „Cancel Culture“, in der „meine Arbeit und meine Person diffamiert“ würden. Zum Ende der Zusammenarbeit beim Bayerischen Rundfunk beigetragen hätten „Drohmails von angeblichen oder tatsächlichen syrischen Oppositionellen, die auch die Medien mit diffamierenden Leserbriefen gegen mich bombardierten“. Leukefeld betont, Russland und Iran hätten Syrien „gegen bewaffnete Gruppen unterstützt, weil Syrien um Unterstützung gebeten hatte“. Nach ihrer Überzeugung war der „Krieg in Syrien [...] nie ein Bürgerkrieg, sondern es war ein internationaler Krieg gegen und um Syrien“. Die „Nachdenkseiten“-Redaktion kündigte an, dass sie Leukefeld „als gute, langjährige freie Mitarbeiterin enger als Korrespondentin für die Nahost-Region einbinden“ wolle.

## Buchveröffentlichungen
Solange noch ein Weg ist (1996)
Leukefelds erstes Buch betrachtet Gerald Grüneklee (taz) als fundierte Analyse. Leukefeld schildere in diesem „bisher umfassendsten Überblick den Alltag der Kurden in Syrien und im Iran, der Türkei und im Irak.“ Die historischen Rückblicke bezeichnet er als „erhellend zum Verständnis der aktuellen Situation“. Deutlich werde „wieder einmal, dass ohne deutsche Waffen und Geld zumindest die Kurdenverfolgung in der Türkei nicht im bisher praktizierten Ausmaß stattfinden könnte“. Das Buch biete eine „fundierte Auseinandersetzung mit den politischen Perspektiven der Region“, die auch für Leser ohne einschlägige Vorinformationen nachvollziehbar seien.
Nimm Abschied und werde stark (2004)
Das Buch handelt von der Deutschen Helma Al Saadi, deren Mann Amer Al Saadi als Abrüstungsbeauftragter von Saddam Hussein mit dem schwedischen Abrüstungsexperten Hans Blix verhandelte. Die Biografie bietet nach Meinung der Zeit-Rezension verblüffende Einblicke in die irakische Gesellschaft. Lesenswert seien auch die Beobachtungen über den gewandelten Alltag irakischer Frauen, in dem Islamisten ihnen im öffentlichen Leben immer mehr Fesseln anlegen würden, meint Hans-Christian Rößler in der FAZ. Die wechselvolle Geschichte und Gegenwart des Irak – Revolution, Aufschwung, Diktatur, Krieg und Besatzung – werde am Schicksal einer Frau auch politisch Unbedarften nahegenbracht. Leukefeld gelinge es, dem Irak ein Gesicht jenseits Saddam Husseins zu geben.
Flächenbrand (2015)
In ihrer Publikation zeige Leukefeld Verständnis für das Vorgehen Assads und äußere Schuldzuweisungen an oppositionelle Kräfte wie internationale Akteure, so die Rezension von Nathalie Wohlleben im Portal für Politikwissenschaft. Die Terrororganisation IS werde in ihrer Bedeutung nicht erfasst, insofern die Autorin meine, der IS habe „mit Unterstützung von Saudi‑Arabien, der Türkei und anderen Golfstaaten mit seinem 'Vormarsch die Kernerarbeit [gemeint ist wohl ‚Kärrnerarbeit‘, Anm. in der Rezension] für diese Aufspaltung Syriens und des Iraks' geleistet“ und nur die Bedrohung der Ölquellen sei Motiv der Eingriffe des Westens gegen den IS. Die Rezensentin betrachtet dies als symptomatisch für die Autorin, Fakten und politisch gebundene Mutmaßungen „bis zur Unkenntlichkeit der Einzelteile miteinander zu verquicken“. Des Weiteren kritisiert Wohlleben das „sehr linke Feindbild“ von den „USA als böser Hegemonialmacht“ und die „antiisraelische Stoßrichtung“. Leukefeld mache ihre Recherche nicht transparent, Fußnoten und Literaturverzeichnis würden fehlen. Ein seriöser Überblick werde damit nicht geboten.
Dagegen hält Wolfgang Freund von der SZ das Buch Leukefelds in einer Sammelrezension zu Leukefeld, Jürgen Todenhöfer und Daniel Gerlach für ein „gelungenes Reportagebuch“. Sie mache vor allem die „unterbelichtete“ Rolle Frankreichs im nahöstlichen „Polit- und Revolutionstheater“ deutlich, bei dem sich die französisch-syro-alawitischen „Techtelmechtel entlang eines roten Fadens entwickelt“ hätten, der bis zum 14. Juli 2007 hinführe.
Syrien zwischen Schatten und Licht (2016)
Leukefeld sieht im Gespräch mit Ernst Rommey im Deutschlandradio Kultur Bashar al-Assad als „Getriebenen, wenn nicht gar als Opfer des Auslands und der Geopolitik.“ Wie sein Vater habe er ein doppeltes Gesicht, fortschrittsorientiert und autokratisch. Den oppositionellen Gruppen wirft sie vor, nicht auf die Angebote Assads eingegangen zu sein.

## Mediale Rezeption und Resonanz
Helmut Höge kommentierte 2011 in der TAZ: „Leukefeld schafft es unzählige Entschuldigungen für das Regime vorzubringen, warum es trotz Demokratieversprechen nach der Machtübernahme von Baschar al-Assad dennoch nichts als Unterdrückung und Ausbeutung gegeben hat. […] Karin Leukefeld ist eine Unterstützerin eines blutigen, die Menschenwürde mit Füßen tretenden Regimes.“
Matthias Meisner schrieb 2012 im Tagesspiegel, „In ihren Texten bemüht sich Karin Leukefeld zwar um gewissen Abstand zu Assad. Nie aber erscheint der syrische Staatschef als Diktator, der die Opposition im Land brutal unterdrückt. Für sie ist er eher eine „tragische“, an eigenen Reformvorhaben gescheiterte Figur.“ Meisner berichtet, Detlef Pries (Neues Deutschland, ND) und Arnold Schölzel (Junge Welt) hätten Leukefeld verteidigt. Die ND-Redaktion nehme die Angebote von Leukefeld gerne an, „um nicht allein auf die Berichterstattung von Agenturen angewiesen zu sein, die selbst keinen unmittelbaren Einblick in das Geschehen haben“. Arnold Schölzel (Junge Welt) halte Leukefeld für eine „erfahrene Journalistin“, die Berichterstattung der Nachrichtenagenturen aus Syrien seien im Vergleich zu ihren Berichten unbefriedigend, sie könne aus Syrien weitgehend frei berichten.

## Publikationen
- Solange noch ein Weg ist – Die Kurden zwischen Verfolgung und Widerstand. Verlag Die Werkstatt, 1996, ISBN 978-3-89533-161-9.
- Rüdiger Göbel (Hrsg.): Bomben auf Bagdad. Kai Homilius Verlag, 2003.
- Nimm Abschied und werde stark, Helma Al Saadi – Ein Leben zwischen Hamburg und Bagdad. Aufbau Verlag, Berlin 2004.
- Flächenbrand: Syrien, Irak, die Arabische Welt und der Islamische Staat. PapyRossa (Neue kleine Bibliothek 208), 2. Auflage, Köln 2016 (2015), ISBN 978-3-89438-577-4.
- Syrien zwischen Schatten und Licht – Menschen erzählen von ihrem zerrissenen Land. Rotpunktverlag, Zürich 2016.